# Святилище Бендзайтен (Сімо-Камаґарі)
Святи́лище Бендзайте́н (яп. 弁財天神社, べんざいてんじんじゃ, бендзайтен дзідзя) — синтоїстське святилище на острові Сімо-Камаґарі, в місті Куре префектури Хіросіма, Японія. Присвячене жіночому божеству Бендзайтен. Розташоване в місцевості Санносе, на пригірку північного узбережжя острова. Збудоване у 20 столітті.
| Прапор Японії | Це незавершена стаття про Японію. Ви можете допомогти проєкту, виправивши або дописавши її. |